# Horseshoe Harbour
Der Horseshoe Harbour (von englisch horseshoe ‚Hufeisen‘ und englisch harbour ‚Hafen‘) ist eine Nebenbucht der Holme Bay an der Mawson-Küste des ostantarktischen Mac-Robertson-Lands. Sie wird begrenzt durch die Landspitzen East Arm und West Arm.
Norwegische Kartografen kartierten sie anhand von Luftaufnahmen, die bei der Lars-Christensen-Expedition 1936/37 entstanden. Weitere Luftaufnahmen wurden bei der US-amerikanischen Operation Highjump (1946–1947) erstellt. Eine Mannschaft um den australischen Polarforscher Phillip Law, der sie deskriptiv nach ihrer Hufeisenform benannte, besuchte sie im Rahmen der Australian National Antarctic Research Expeditions und wählte sie als Standort für die am 13. Februar 1954 fertiggestellte Mawson-Station.